# Worthing
Worthing (wə-ðɪŋ) est une ville du Sussex de l'Ouest située sur la côte sud de l'Angleterre.
Sa population était de 102 100 habitants en 2008 (461 181 à l'échelle de la conurbation Brighton-Worthing-Littlehampton). La ville est connue comme station thermale depuis la fin du XVIIIe siècle. Le tourisme balnéaire a permis l'essor de Worthing qui ne comptait que 2 500 habitants en 1803.

## Histoire

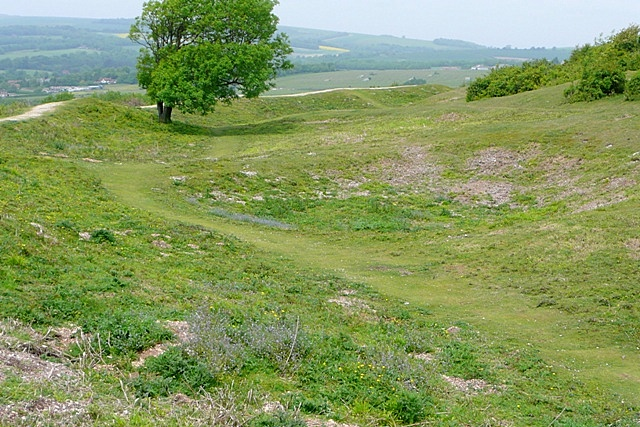
Les restes d'une mine de silex à Cissbury, non loin de Worthing.

Les premières traces d'activité humaine dans le centre-ville actuel remonteraient à l'âge du bronze, selon des fouilles réalisées dans une rue du centre (la « Little High Street »). Pendant l'âge du fer, un des plus grands châteaux de Grande-Bretagne (d'un type proche des castros ou oppidums) était situé à Cissbury Ring.

## Étymologie
« Worthing » signifie « là où vit le peuple de Worth/Weorð/Worō's ».

## Culture
Le dramaturge Oscar Wilde y a écrit en 1894 L'importance d'être constant.
La ville comporte un musée fondé en 1908, le Worthing Museum and Art Gallery.

## Personnalités liées à la commune
- Hugh Blaker (1873-1936), peintre et collectionneur d'art anglais.
- Gwendoline Christie, actrice, née en 1978.
- John Muter (1841-1911), chimiste, y est mort.
- Harry Peulevé, agent secret britannique du Special Operations Executive, qui aida la résistance française.
- John Richardson (1934-2021), acteur britannique.
- Nicollette Sheridan, actrice, née en 1963.
- Liz Smith, actrice, décédée dans la commune.

## Jumelage
Les Sables-d'Olonne (France) depuis 1987